# Gilbert Gottfried
Gilbert Jeremy Gottfried (Brooklyn, 28 de fevereiro de 1955 – 12 de abril de 2022) foi um ator, dublador, e comediante estadunidense mais conhecido por sua atuação na série de filmes O Pestinha, por ser a voz do papagaio Iago no filme Aladdin, e por suas participações constantes nos Roasts do Canal Comedy Central. Também é famoso por seu personagem cômico possuir um tom de voz alto e irritante como característica.

## Filmografia
| Ano  | Título                                          | Personagem                     |
| ---- | ----------------------------------------------- | ------------------------------ |
| 1984 | The House of God                                | Paramédico                     |
| 1985 | Bad Medicine                                    | Tony Sandoval                  |
| 1987 | Beverly Hills Cop II                            | Sidney Berstein                |
| 1988 | Hot to Trot                                     | Dentista                       |
| 1989 | Never on Tuesday                                | Lucky Larry Lupin              |
| 1990 | The Adventures of Ford Fairlane                 | Johnny Crunch                  |
| 1990 | Seriously...Phil Collins                        | Roger                          |
| 1990 | Problem Child                                   | Sr. Igor Peabody               |
| 1991 | Problem Child                                   | Sr. Igor Peabody               |
| 1991 | Horror Hall of Fame 2                           | Boris                          |
| 1992 | Aladdin                                         | Iago (voz)                     |
| 1992 | Highway to Hell                                 | Hitler                         |
| 1994 | Aladdin: The Return of Jafar                    | Iago (voz)                     |
| 1994 | Thumbelina                                      | Sr. Berkeley Beetle (voz)      |
| 1994 | Saved By The Bell: Wedding In Las Vegas         | Burt Banner                    |
| 1994 | Double Dragon                                   | Walter                         |
| 1995 | Problem Child 3                                 | Dr. Igor Peabody               |
| 1996 | Be Cool About Fire Safety                       | Seymour Smoke                  |
| 1997 | Def Jam's How to Be a Player                    | Tony, o porteiro               |
| 1998 | Dr. Dolittle                                    | Cão Compulsivo pela Bola (voz) |
| 1999 | Goosed                                          | Alan Levy                      |
| 2001 | Longshot                                        | Mr. Chadwick                   |
| 2002 | Mickey's House of Villains                      | Iago (voz)                     |
| 2004 | Back by Midnight                                | Guarda de segurança            |
| 2004 | Super Monkey                                    | Dr. Spleen                     |
| 2004 | Lemony Snicket's A Series of Unfortunate Events | Duck                           |
| 2005 | The Aristocrats                                 | Ele mesmo                      |
| 2009 | Jack and the Beanstalk                          | Grayson, o ganso               |
| 2011 | Miss December                                   | Oficial de polícia             |
| 2014 | A Million Ways to Die in the West               | Abraham Lincoln                |
| 2016 | Sharknado: Corra para o Quarto                  | Ron McDonald                   |
| 2016 | The Comedian                                    | Trevor Friedmann               |
| 2017 | Sharknado 5: Voracidade Global                  | Ron McDonald                   |
| 2017 | Animal Crackers                                 | Mario Zucchini (voz)           |

## Apresentações na televisão
| Ano     | Título                                  | Personagem   | Notas          |
| ------- | --------------------------------------- | ------------ | -------------- |
| 1980-81 | Saturday Night Live                     | Vários       | Vários quadros |
| 1990    | Superboy                                | Nick Knack   | Dois Episódios |
| 1991    | Night Court                             | Oscar Brown  |                |
| 1993-95 | Problem Child                           | Igor Peabody |                |
| 1993-95 | Bonkers                                 | Two-bits     | Somente voz    |
| 1994    | Saved by the Bell: Wedding in Las Vegas | Burt Banner  |                |
| 2022    | Smiling Friends                         | God          | Somente voz    |

## Morte
Gilbert morreu no dia 12 de abril de 2022, aos 67 anos.